# Nymphidium latois
Nymphidium latois är en fjärilsart som beskrevs av Doubleday 1847. Nymphidium latois ingår i släktet Nymphidium och familjen Riodinidae. Inga underarter finns listade i Catalogue of Life.